# 伊尔扎·阿马多·瓦斯
伊尔扎·玛丽亚·多斯桑托斯·阿马多·瓦斯（葡萄牙語：Ilza Maria dos Santos Amado Vaz）是圣多美和普林西比政治人物，曾任該國總理和司法部部长，但她上任总理仅3天便宣布辞职。

## 生平
阿马多·瓦斯就读于法国图卢兹的社会科学大学（Universidade de Ciências Sociais），并获得了法学学位。随后，她踏入法律行业，并在1999年至2016年担任海关总监。她还曾在卢西亚大学（Universidade Lusíada）担任教授。
除了法律行业外，她还涉足政治。她是独立民主行动党员，曾在2014年至2018年在帕特里斯·特罗瓦达政府担任司法部部长。不久后，她再次出任司法部长，并任职至2024年。
2025年1月6日，总统卡洛斯·诺瓦以无力解决国家面临的困难为由解散特罗瓦达政府，并命令独立民主行动党在72小时内提名新总理人选。1月9日，总统否决首名人选，并选择阿马多·瓦斯出任总理。3天后，她以内阁名单过早泄露，且继续留任无法为圣多美和普林西比的公共政策实施及和平发展提供帮助为由辞职。